# اگنهوفن
اگنهوفن (به آلمانی: Egenhofen) یک شهر در آلمان است که در بایرن واقع شده‌است.

## خصوصیات
اگنهوفن ۳۳٫۴۰ کیلومترمربع مساحت دارد ۵۰۹ متر بالاتر از سطح دریا واقع شده‌است.